# TransNusa Air Services
 (juillet 2016).
PT TransNusa Aviation Mandiri, qui opère sous le nom de TransNusa Air Services, habituellement appelée TransNusa, est une compagnie aérienne intérieure indonésienne qui dessert l'Indonésie oriental, principalement les Petites îles de la Sonde (Nusa Tenggara en indonésien) et le sud de Célèbes. Sa base est l'aéroport El Tari à Kupang, la capitale de la province de Nusa Tenggara oriental, dans l'île de Timor.

## Historique
TransNusa a été fondée à l'origine comme un consortium par des hommes d'affaires de la province indonésienne des petites îles de la Sonde orientales préoccupé du transport aérien dans cette partie de l'Indonésie. Ce problème est d'autant plus aigu que la province est formée de nombreuses petites îles. Ce n'est toutefois qu'en 2011 que TransNusa a reçu son certificat et son permis d'exploitation.
Les nouvelles lois sur l'autonomie régionale en Indonésie avaient créé un nouveau contexte. Dans le domaine du transport aérien, il s'est traduit par la création de compagnies régionales, dont le premier exemple avait été Riau Airlines, créée par le gouvernement de la province de Riau dans l'est de Sumatra.
C'est dans cet esprit qu'en 2005, le consortium TransNusa a réussi à convaincre la compagnie Trigana Air de desservir les Petites îles de la Sonde orientales et les îles voisines avec des appareils ATR 42-300.
En 2006, TransNusa signait un accord de coopération avec la compagnie Pelita Air.
En 2007, c'était avec Mandala Airlines que TransNusa signait un accord. L'ensemble de la province se retrouvait ainsi reliée à travers sa capitale Kupang dans l'ouest de l'île de Timor, par des liaisons aériennes qui permettent de gagner le même jour des destinations dans le reste de l'Indonésie.
En 2008 une 4e compagnie, Riau Airlines, rejoignait le consortium.
Par la suite TransNusa signe plusieurs accords de coopération avec Riau Airlines sur les destinations des Petites îles de la Sonde orientales. Ces vols se font avec un second ATR 42 fourni par Trigana depuis avril 2006. En juin, un Boeing 737-200 est fourni par Trigana pour servir sur les lignes Kupang-Denpasar-Surabaya etKupang-Makassar. Plus tard en 2006 le 737-200 est remplacé par un Fokker F28-4000.

## Destinations
TransNusa dessert les destinations suivantes :

### Intérieur
- Alor
- Bajawa, Flores
- Bima, Sumbawa
- Ende, Flores
- Denpasar, Bali
- Kupang, Timor
- Labuan Bajo, Flores
- Larantuka, Flores
- Makassar, Sulawesi du Sud
- Maumere, Flores
- Lombok
- Rote
- Ruteng, Flores
- Sumbawa Besar, Sumbawa
- Tambolaka, Sumba
- Waingapu, Sumba

### International
- Dili, Timor-Leste
- Darwin, Australie

## Flotte
En août 2018, la flotte de TransNusa consistait en :
Source :

## Galerie

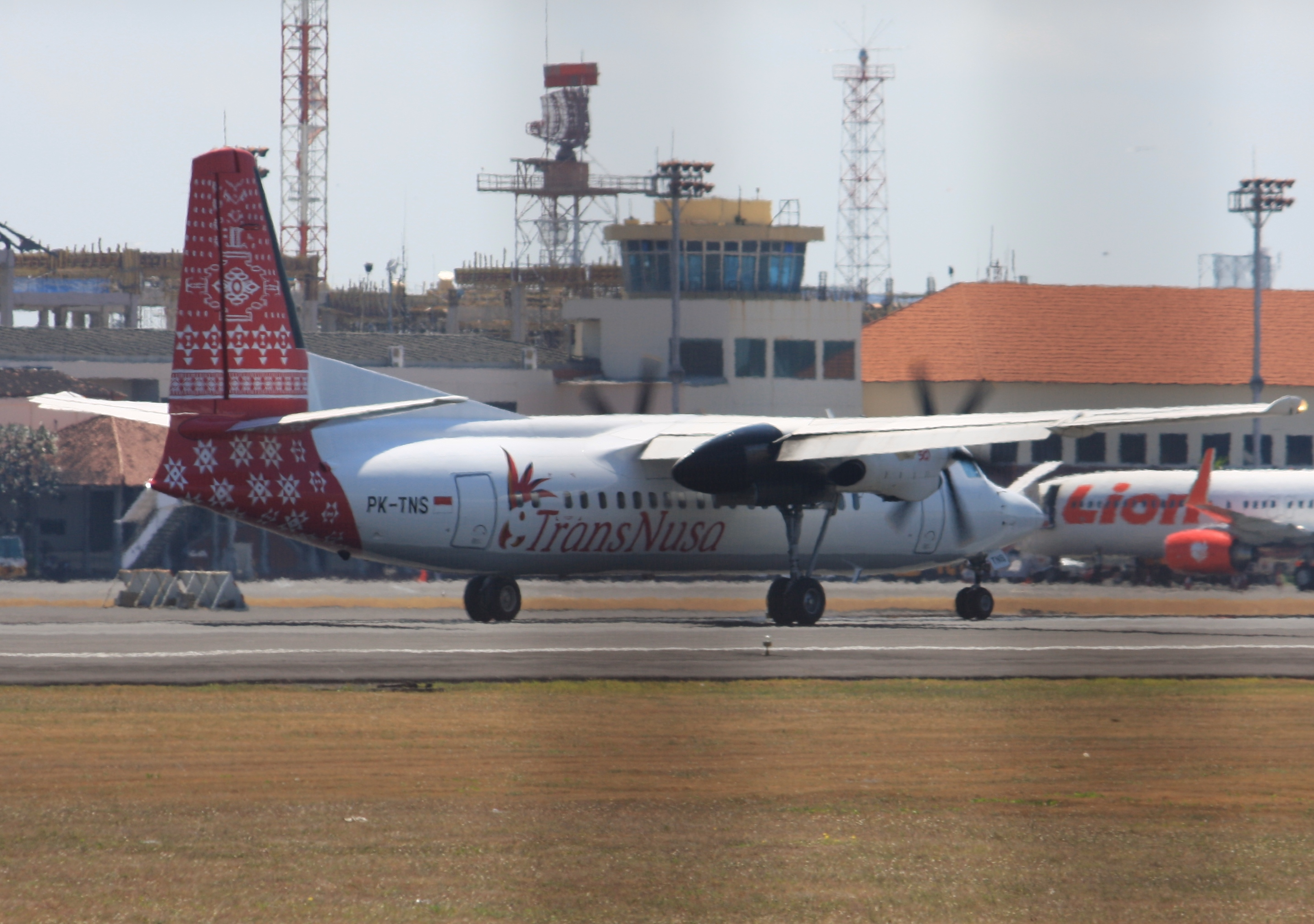
Fokker F50 de TransNusa sur l'aéroport international Ngurah Rai
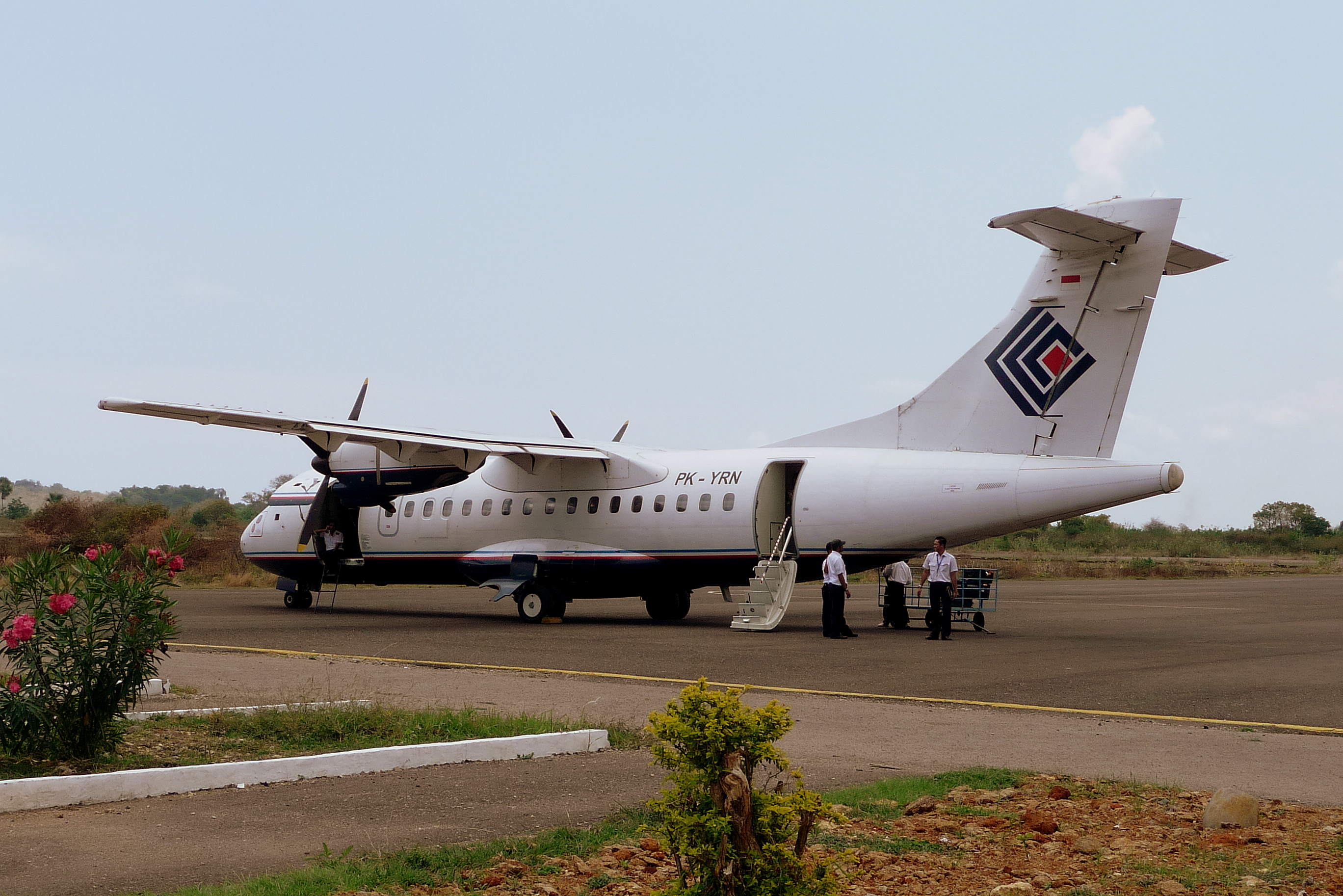
ATR 42 de TransNusa à Labuan Bajo